# Love-and-Peace-Festival

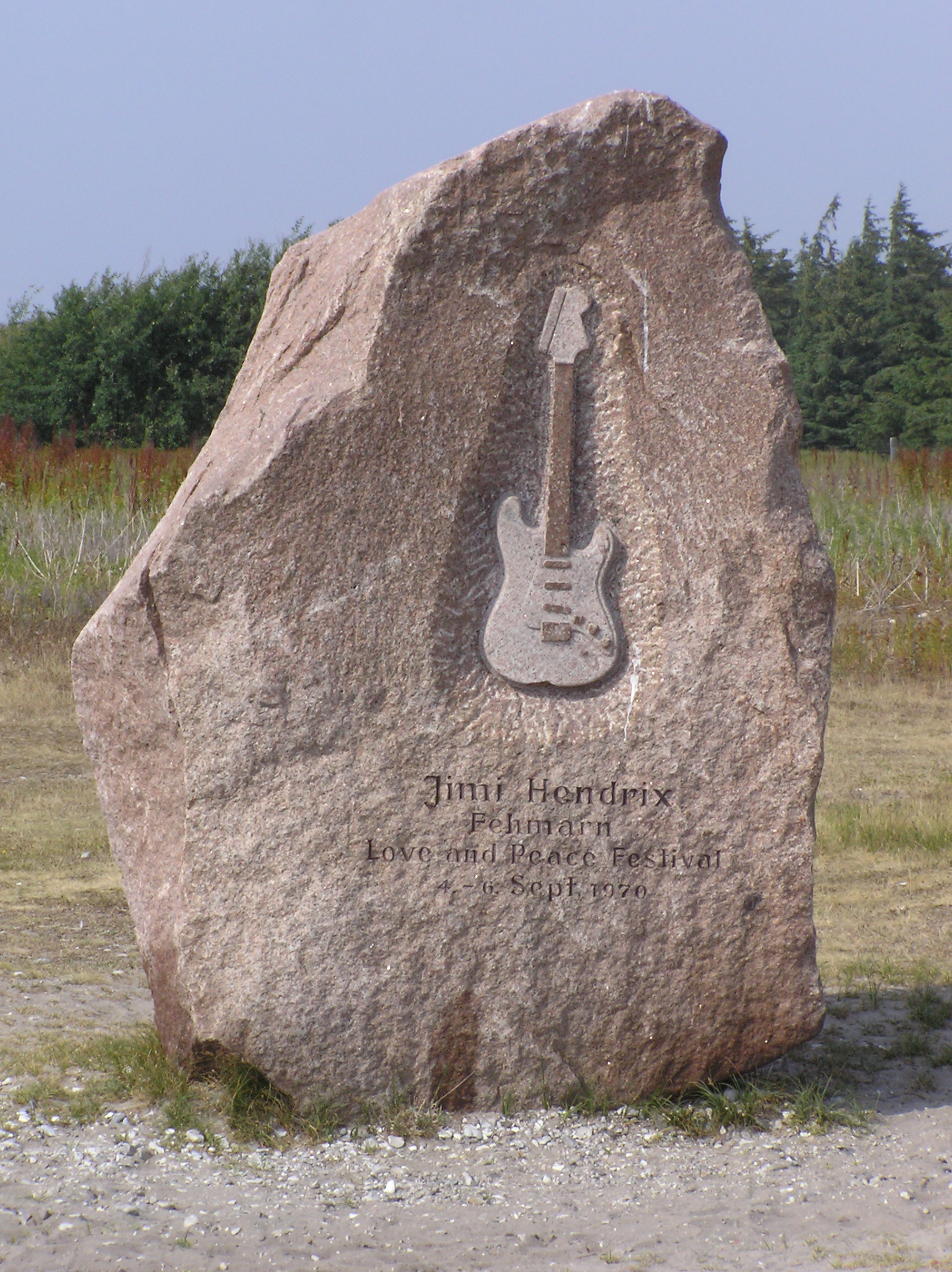
Gedenkstein für Jimi Hendrix bei Flügge

Das Love-and-Peace-Festival (auch Festival der Liebe) war ein Musikfestival mit insgesamt etwa 25.000 Besuchern, das vom 4. bis 6. September 1970 auf der Ostseeinsel Fehmarn beim Leuchtturm Flügge stattfand. Auf dem chaotisch verlaufenen Event hatte Jimi Hendrix seinen letzten Festival-Auftritt, bevor er am 16. September 1970 im Ronnie Scott’s Jazz Club in London zusammen mit Eric Burdon ein letztes Mal live zu sehen war.

## Vorbereitungen der Veranstalter
Die Veranstalter Helmut Ferdinand (damals 33, Ingenieur), Christian Berthold (damals 28, Gastwirt) und Tim Sievers (damals 30, Student) planten 1970 eine deutsche Antwort auf das legendäre Woodstock-Festival. Da ihnen das Konzept gefiel, wie beim 1968 erstmals veranstalteten Isle of Wight Festival die Veranstaltung auf einer dem Festland vorgelagerten Insel durchzuführen, kam die kurz zuvor infrastrukturell und touristisch hervorragend angeschlossene Ostseeinsel Fehmarn in den Blickpunkt ihres Interesses. In der Hoffnung, einige Künstler des von 26. bis zum Morgen des 31. August stattfindenden Isle of Wight Festivals direkt danach für ihr eigenes Festival engagieren zu können und die Sonnentage der im September als wettersicher geltenden Insel Fehmarn auszunutzen, wurde der Termin eine Woche später auf den 4. bis 6. September 1970 festgelegt.
Um ein Festival zu organisieren, bei dem 30 bis 40 Musikgruppen auftreten sollten und zu dem man bis zu 60.000 Besucher erwartete, wurde die Fehmarn-Festival GmbH gegründet. Beate Uhse gab den Veranstaltern einen Vorschuss in Höhe von 200.000 DM und stellte ihre damals 20 Sexshops in der Bundesrepublik Deutschland als Vorverkaufsstellen für die Eintrittskarten zur Verfügung.
Ein geeignetes Gelände wurde gefunden: Eine 50 ha große Wiese des Bauern Störtenbecker nahe dem Flügger Leuchtturm samt den 55 vorhandenen Toiletten des nahegelegenen Campingplatzes wurden angemietet. 100 weitere mobile Toiletten wurden besorgt; in der Schule in Puttgarden sollte ein 140-Betten-Hilfskrankenhaus installiert werden. Eine überdachte Schlafgelegenheit für 4000 Personen wurde geplant. Nachdem ein Vertrag mit der Firma Dr. Oetker über die Gesamtverpflegung des Festivals nicht zustande kam, sollten Brauereien und Molkereien aus der Umgebung die Getränkeversorgung sichern. Das Deutsche Rote Kreuz sollte mit einer mobilen Großküche für die warmen Mahlzeiten sorgen. Um das Festivalgelände wurden zwei Zäune gezogen und einige Telefonzellen auf dem Gelände installiert. Die Veranstalter mieteten für 30.000 DM eine riesige Tonanlage in England, die mit 150 Phon aus 32 Boxen das Festivalgelände beschallen sollte. Eine Drehbühne mit 20 Metern Breite und 10 Metern Tiefe sollte Umbaupausen vermeiden. Die Festivalleitung residierte in zwei übereinander gestapelten Wohncontainern circa 500 Meter von der Bühne entfernt.
Zehn psychedelisch bemalte Kleinbusse starteten von Kiel aus, um in ganz Mitteleuropa und in Skandinavien 100.000 Plakate aufzuhängen, Autoaufkleber zu verteilen und eine in sechsstelliger Auflage gedruckte Festivalzeitung zu verkaufen. Große Namen wie Ginger Baker, Canned Heat, Sly & the Family Stone, Ten Years After, Procol Harum, Keef Hartley, Rod Stewart und Jimi Hendrix sollten die Rockfans und Hippies aus ganz Europa nach Fehmarn locken.
Inzwischen waren die Kosten des Unternehmens auf 500.000 DM angestiegen, während die insgesamt 600 Vorverkaufsstellen erst 10.000 Karten zu je 28 DM verkauft hatten. Einige Künstler wie John Mayall und Joan Baez sagten ihre Teilnahme ab. Die Hoffnungen der Veranstalter ruhten jedoch auf Hendrix, dessen Management eine Gage von 70.000 DM und eine besondere Behandlung (Transfer zum Festival mit einem Mercedes, einen Luxus-Wohnwagen auf dem Festivalgelände) ausgehandelt hatte. Hendrix war auf dem Höhepunkt seiner Popularität in Deutschland, nachdem der Woodstock-Film gerade in den Kinos angelaufen war.
Am 2. September begingen die Behörden und die beteiligten Organisationen mit den Veranstaltern das Festivalgelände und stellten erhebliche Missstände fest: Die Müllentsorgung war nicht geregelt, der Schutz und die Sicherung von Deichen und Straßen nicht sichergestellt. Zudem wurden die Veranstalter auf Fehmarn von den Festivalmachern auf der Isle of Wight gewarnt: dort hatten als „Rowdys“ bezeichnete Rocker eines Hells-Angels-Chapters Schlägereien auf dem Festival begonnen. Aus Hamburg machten sich 180 Rocker der „Bloody Devils“ (ab 1973 das Hamburger Chapter der Hells Angels) auf den Weg nach Fehmarn. Durch die selbstgeschaffene Bedrohungssituation schafften sie es, von der Festivalleitung selbst als Ordner engagiert zu werden – keine gute Entscheidung, wie sich im Verlauf des Festivals zeigte.

## Das Festival
Bereits am 3. September waren circa 4000 von weit angereiste Fans auf dem Gelände und die Versorgungsstände öffneten ihren Betrieb. In der Nacht zum Freitag, dem 4. September, kamen Wind und Regen auf. 180 Rocker der Bloody Devils kamen in dieser Nacht mit ihren Motorrädern aus Hamburg, erzwangen in Gremersdorf kostenlose Tankfüllungen und lieferten sich in Petersdorf mit Hippies und einigen als Ordner vorgesehenen persischen Studenten eine Schlägerei, bei der vier Perser durch Messerstiche verletzt wurden. Wohl durch den Aufbau eines Bedrohungsszenarios schafften es die Rocker, von der Festivalleitung als Ordner engagiert zu werden.

### Freitag, der 4. September 1970

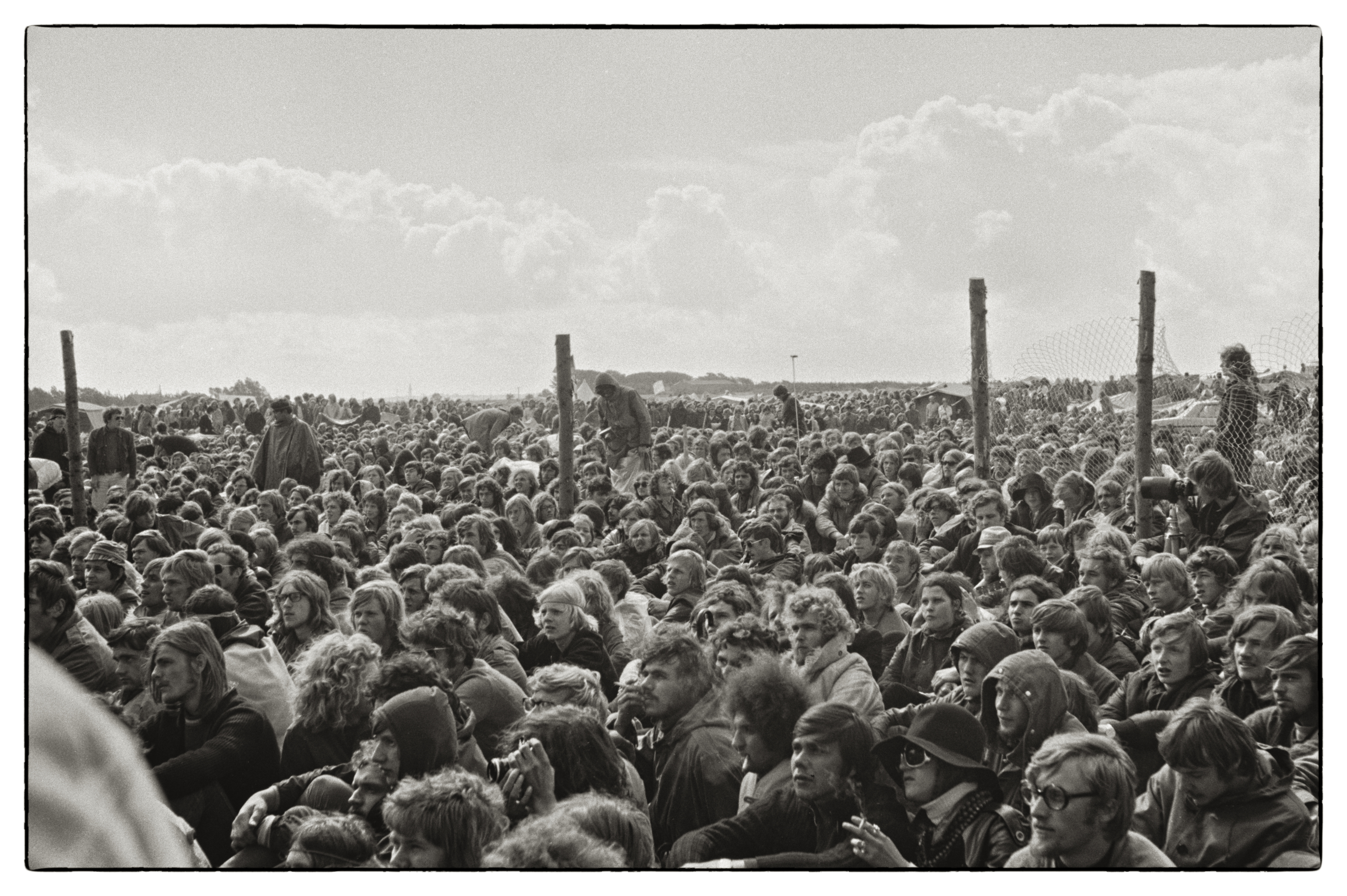
Zuschauer beim Festival

Der Tag war stürmisch und es regnete ununterbrochen. Um die Mittagszeit strömten die Besucher massenhaft zu Fuß auf das Festivalgelände, wo sie die „Eingangskontrolle“ der alkoholisierten und mit Ketten und Messern bewaffneten Rocker über sich ergehen lassen mussten. Leute wurden getreten und verhöhnt, Autos mit Tritten beschädigt, von den Besuchern mitgebrachter Alkohol von den selbsternannten „Ordnern“ konfisziert.
Kurz vor Beginn des Festivals erschien Beate Uhse mit ihren drei Söhnen, machte Werbung für ihr Unternehmen und gab Autogramme.
Alexis Korner, der als Moderator die Fans in Deutsch und Englisch in den nächsten drei Tagen durch das Programm führen sollte, eröffnete das Konzert mit einer halben Stunde Verspätung gegen 16:30 Uhr. Den Anfang machte die Band Cravinkel, deren Auftritt in Tonproblemen unterging. Die dänische Formation Burnin Red Ivanhoe folgte mit einem einstündigen Auftritt und kämpfte gegen den Sturm und die Tücken der regennassen Technik. Der darauf folgende Auftritt von Renaissance musste wegen technischer Probleme abgebrochen werden. Korner hatte die undankbare Aufgabe, dem Publikum die weiteren Ausfälle des Abends zu erklären: Taste musste wegen Terminproblemen weg, Colosseum steckte im Stau und Cactus war gar nicht erst angereist. Lediglich die Elektronikformation Kluster absolvierte ihren Auftritt. Gegen 23:00 Uhr wurde der Festivaltag den unzufriedenen Fans für beendet erklärt.
Zeitgleich absolvierten Jimi Hendrix, Ten Years After und Canned Heat ihren Auftritt beim von Fritz Rau veranstalteten Berlin Super Concert 70 in Berlin, das wegen ähnlicher Wetterprobleme von der Waldbühne in die Deutschlandhalle verlegt worden war. Eine solche Ausweichmöglichkeit hatten die Fehmaraner nicht.
Die Rocker demolierten in der Nacht einen Wagen der Festivalleitung, die sich gezwungen sah, zu versuchen, das „Ordnerproblem“ zu lösen: die Rocker wurden ausbezahlt und sollten mit Bussen vom Festivalgelände entfernt werden.

### Samstag, der 5. September 1970
Es hatte aufgehört zu regnen, aber es war immer noch kalt und stürmisch. Der Tag begann in friedlicher Stimmung, da die Rocker nur noch vereinzelt zu sehen waren. Pünktlich um 12:00 Uhr eröffnete Inga Rumpfs Bluesrockformation Frumpy den Festivaltag und begeisterte erstmals die durchgefrorenen Zuhörer. Nach der englischen Rockband Aardvark gelang es Ginger Baker und seiner Gruppe Ginger Baker’s Air Force mit ihren treibenden Afrorythmen, die Fans weiter in Stimmung zu bringen. Der nachfolgende Peter Brötzmann und seine Band trafen jedoch mit ihrem Free Jazz weniger den Geschmack des Publikums, zumal es wieder zu regnen begonnen hatte.
Alexis Korner bemühte sich, den Fans schonend beizubringen, dass Procol Harum und Ten Years After nicht auftreten würden. Die Menge verlangte nach dem Superstar Jimi Hendrix. Der war jedoch gerade erst, müde und abgespannt, im Strandhotel Dania in Puttgarden eingetroffen. Es wurde beschlossen, Jimis Auftritt auf den Sonntag zu verlegen.

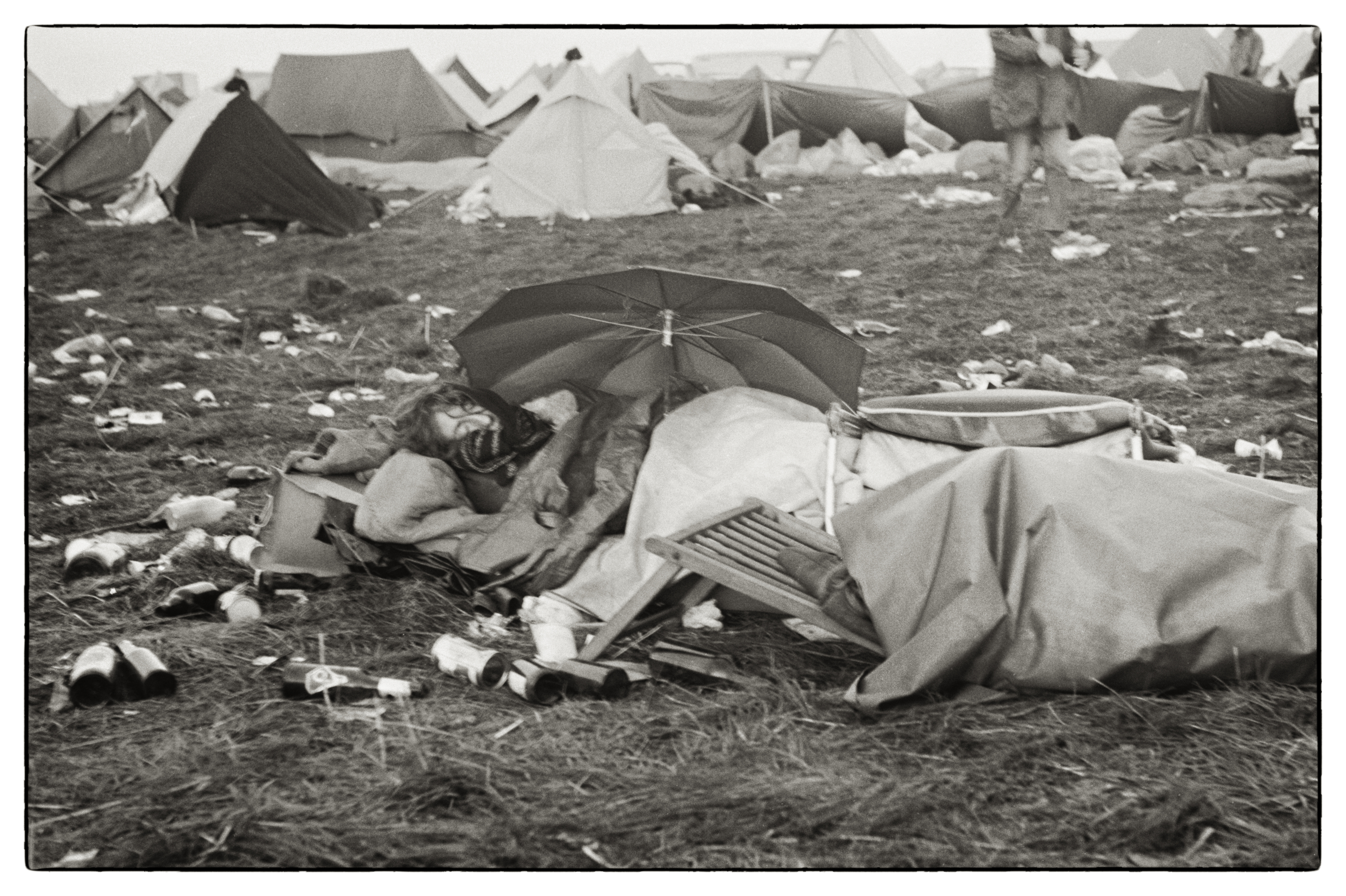
Übernachten im Zeltlager

Die Shows von Mungo Jerry, deren In the Summertime gerade ein Hit war, und Canned Heat entschädigten das Publikum für das Warten auf die Rocklegende Hendrix. Sly & the Family Stone beendeten den zweiten Festivaltag.
Nachts kampierten die übriggebliebenen Rocker unter der Bühne an einem Lagerfeuer, das sie mit Bühnenbrettern befeuerten. Die Türen der Latrinen wurden in der Dunkelheit demontiert, um den Besuchern als Wind- und Regenschutz zu dienen.

### Sonntag, der 6. September 1970

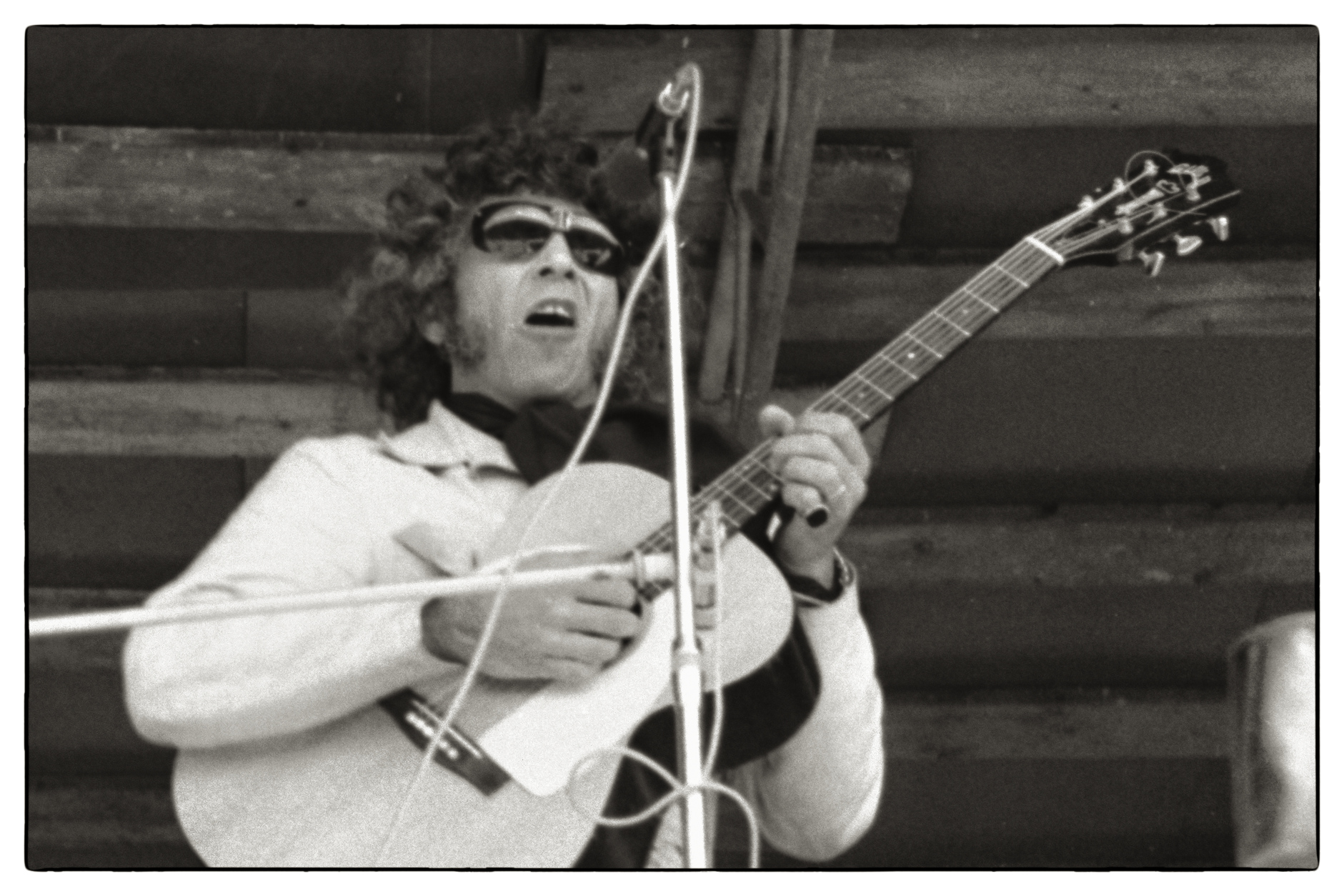
Alexis Korner

Der Tag war zwar windig und kalt, aber doch klar und sonnig. Um die Wartezeit bis zum Auftritt von Hendrix zu überbrücken, wurden vormittags eilends einige Gruppen auf die Bühne geschickt, die man als Reserve-Künstler vor Ort hatte. Korner lud die Besucher ein, in der Art eines Happenings selbst auf die Bühne zu kommen und Musik zu machen. Er konnte jedoch das angespannte, erwartungsvolle Publikum kaum beruhigen, musste sich sogar Pfiffe gefallen lassen. Die völlig unbekannten Witthüser & Westrupp hingegen schafften es mit launiger „Mucke“ und Sprüchen wie, „verausgabt euch nicht, gleich kommt noch Jimi Hendrix, der soll auch ganz gut sein“, die Besucher auf ihre Seite zu ziehen.

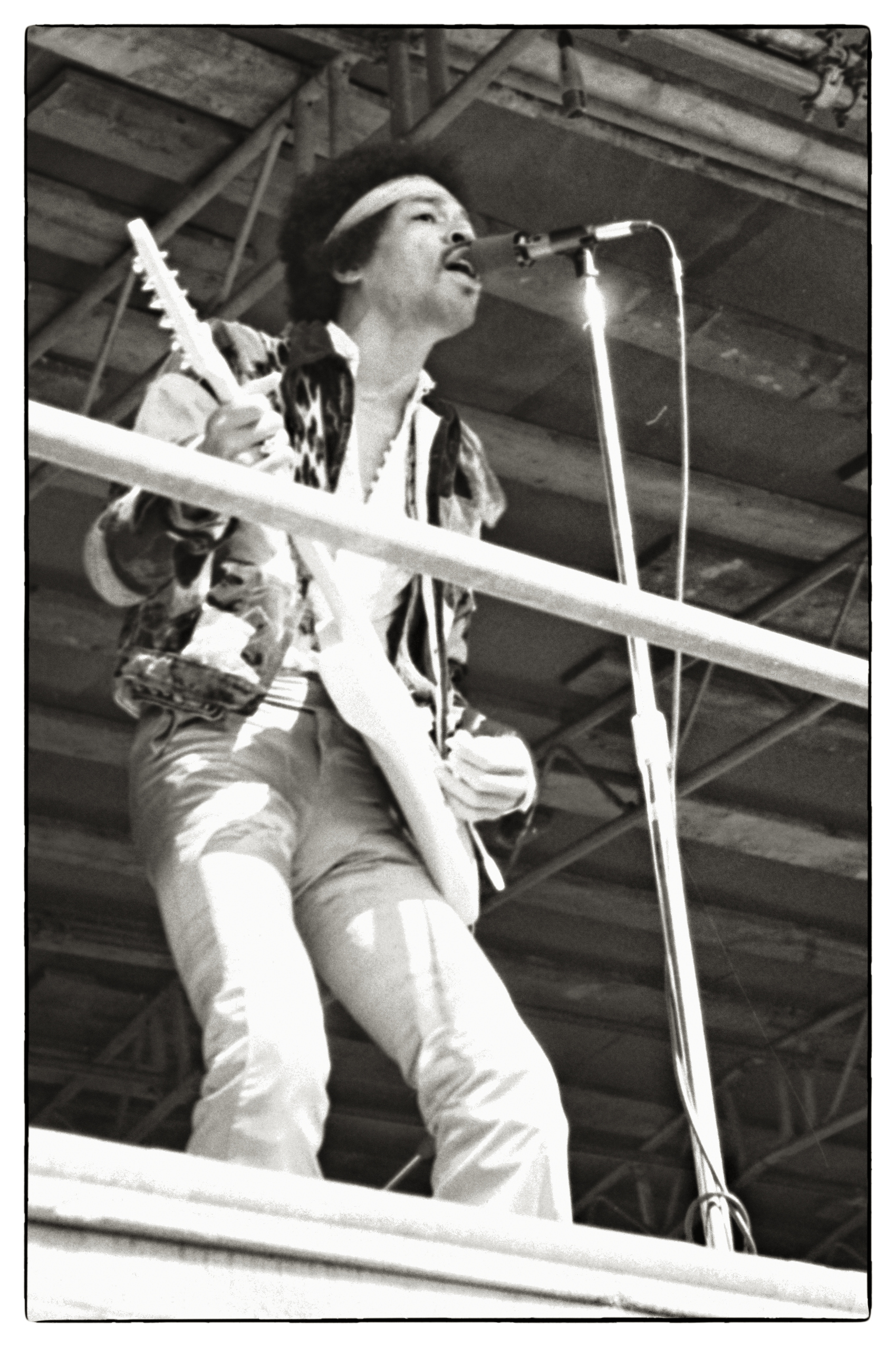
Der Auftritt von Jimi Hendrix am 6. Sept. 1970

Gegen 11:00 Uhr trafen dann Hendrix und seine Gefolgschaft auf dem Festivalgelände ein, wo er sich zunächst in einen bereitgestellten Wohnwagen zurückzog. Um 12:56 Uhr war es dann endlich soweit: Hendrix betrat unter dem Jubel, aber auch Pfiffen und Buhrufen des Publikums die Bühne und spielte mit seiner Begleitband (Mitch Mitchell und Billy Cox) Hits wie Hey Joe, Purple Haze und Voodoo Child (Slight Return). Sein Auftritt wirkte eher uninspiriert, lustlos routiniert. Sei es wegen der äußeren Umstände, sei es wegen seiner angeschlagenen seelischen Verfassung. Nach dem Auftritt verließ Hendrix sofort das Gelände und brach nach London auf, wo er wenige Tage später am 18. September 1970 verstarb.
Viele Besucher brachen auf, nachdem Hendrix die Bühne verlassen hatte, zumal die noch folgenden Bands keine Steigerung versprachen. Doch die nachfolgende Band Floh de Cologne aus Köln – mit Politkabarett – bekam viel Applaus, Limbus 4 und Embryo spielten Krautrock. Vor den verbliebenen circa 4000 Besuchern hatten Ton Steine Scherben, noch unter dem Namen Rote Steine, ihren ersten großen Auftritt. Inzwischen war die Stimmung unter den 500 freiwilligen Helfern immer gereizter geworden: die Festivalleitung hatte die Auszahlung ihrer Entlohnung immer weiter hinausgezögert, bis gegen 19:45 Uhr die Veranstalter mitsamt der Tageskasse verschwunden waren. Zu den Klängen von Ton Steine Scherben „Macht kaputt, was euch kaputt macht“ ging das Veranstalterzentrum in Flammen auf. Der Polizei gelang es jedoch, die aufrührerische Stimmung in den Griff zu bekommen. Einige hundert Besucher übernachteten noch auf dem Platz, bevor das Festivalgelände am nächsten Vormittag komplett geräumt wurde.

## Nachwirkungen
Die Zerstörungen und Flurschäden gingen weit über die an die Behörden geleistete Garantiesumme von 5000 DM hinaus. Insgesamt war das Festival ein finanzielles Desaster, bei dem viele Gläubiger auf ihren Forderungen sitzenblieben. Besonders betroffen waren die Deutsche Bundespost (Telefongebühren und Installationskosten), Verleihfirmen und Hotels.
Seit 1997 erinnert ein circa 2,5 m hoher Gedenkstein aus rotem Granit, der an der damaligen Stelle der Bühne aufgestellt ist, an das Love-and-Peace-Festival und Jimi Hendrix’ letzten Festival-Auftritt (Aufschrift: „Jimi Hendrix – Fehmarn – Love and Peace Festival – 4.–6. Sept. 1970“).

## Jimi-Hendrix-Revival-Festival
Das Jimi-Hendrix-Revival-Festival fand von 1995 bis 2010 jährlich am ersten Sonnabend im September in Flügge auf Fehmarn statt. 2020 fand in Staberhuk auf Fehmarn das 50-jährige Jubiläumsfestival statt.